# Savoia-Marchetti S.57
Die Savoia-Marchetti S.57 war ein Aufklärungsflugboot, das von der italienischen Marine (Regia Marina) in Auftrag gegeben wurde. Es wurde in Serie produziert.

## Geschichte
Im Jahr 1923 gab die Regia Marina einen Auftrag an SIAI, um ein neues, leistungsfähigeres Aufklärungsflugboot für die Küsten Italiens zu beschaffen. Zu den Vorgaben der Regia Marina gehörte eine Elektrizitätsversorgung durch einen Generator für einen Suchscheinwerfer, sowie für ein Funkgerät, eine Kamera und eine Möglichkeit, ein Maschinengewehr mitführen zu können.
Alessandro Marchetti entwickelte ein einmotoriges Doppeldecker-Flugboot und gab dem Projekt den Namen Savoia-Marchetti S.57. Nachdem SIAI das Konzept der S.57 bei der Regia Marina vorstellte, wurde mit dem Erlass 11/09 am 3. September 1923 ein Auftrag für zwei Prototypen an SIAI vergeben.
Die erste Maschine wurden im Januar 1924 an die Regia Marina übergeben und von Mai 1924 bis Juni 1925 getestet. Darauf erfolgte ein Auftrag für 18 Maschinen der S.57 für die Regia Marina. Ein Exemplar wurde an den Militärattaché an der Botschaft in Buenos Aires geliefert, das wenig später an Argentinien verkauft wurde und unter dem Namen HC1 in Dienst gestellt wurde.

## Technik
Die S.57 war ein Doppeldecker-Flugboot mit Flachboden-Holzrumpf, der mit Metall verstärkt war. Sie hatte ein offenes Cockpit, in dem ein Pilot und ein Navigator, der auch gleichzeitig Beobachter und MG-Schütze war, hintereinander sitzen konnten. Der Motor war wie bei den Vorgängern mittig an der oberen Tragfläche befestigt. Erwähnenswert ist das V-förmige Leitwerk, die verstärkte Konstruktion der Tragflächen und ein Querruder an der oberen Tragfläche. Der Motor der Prototypen war ein Isotta-Fraschini-V6-Motor mit 250 PS und einer Zweiblattluftschraube, dieser wurde später gegen einen Hispano-Suiza-42-Motor mit 300 PS getauscht. Mit einem später nachgerüsteten Fiat A 20 erreichte die S.57 eine Geschwindigkeit von 255 km/h. Diese Version wurde aber nicht mehr in der Serie vollendet.

## Nutzer
- Königreich Italien: 20
- Argentinien: 1

## Technische Daten
| Kenngröße             | Daten                                                            |
| --------------------- | ---------------------------------------------------------------- |
| Besatzung             | 2                                                                |
| Länge                 | ca. 8 m                                                          |
| Spannweite            | 11,25 m                                                          |
| Höhe                  | ca. 2,55 m                                                       |
| Flügelfläche          | unbekannt                                                        |
| Leermasse             | unbekannt                                                        |
| Startmasse            | 1605 kg                                                          |
| Antrieb               | ein Isotta Fraschini V6, 250 PS (ca. 180 kW), Zweiblattpropeller |
| Reisegeschwindigkeit  | ca. 145 km/h                                                     |
| Höchstgeschwindigkeit | ca. 215 km/h                                                     |
| Reichweite            | 765 km                                                           |
| Bewaffnung            | 1 bis 2 Fiat 7,7 mm (.303)                                       |

## Bilder
- S 57
- S 57